# Oberdan Troiani
Oberdan Troiani (Catanzaro, 23 settembre 1917 – Tivoli, 28 febbraio 2005) è stato un direttore della fotografia italiano.

## Biografia
Oberdan Troiani iniziò a lavorare come assistente operatore, affiancando importanti registi come Jean Renoir, Alessandro Blasetti e Carmine Gallone. Tuttavia la collaborazione più significativa a livello professionale sarà quella con Orson Welles, per il quale curerà la fotografia del film Otello, di cui Troiani seguirà tutta la travagliata lavorazione.
In seguito Troiani lavorerà fra gli altri per Luchino Visconti nel film Bellissima, con Joris Ivens nel film L'Italia non è un paese povero, con Carlo Lizzani nei film La Celestina P... R... e con Valerio Zurlini nel film Il blues della domenica. Fu anche molto attivo nel campo dello spaghetti western.
Si occupò anche della regia e della fotografia dei primi servizi giornalistici televisivi: Viaggio nel sud, Millesimo di millimetro e L'Italia dei dialetti e di alcuni sketch pubblicitari di Carosello.
Nel 1958 vinse la Noce d'oro.

## Filmografia parziale
- Febbre di vivere, regia di Claudio Gora (1953)
- Il figlio dell'uomo, regia di Virgilio Sabel (1954)
- Un giglio infranto, regia di Giorgio Walter Chili (1955)
- Ricordami, regia di Ferdinando Baldi (1955)
- La grande ombra, regia di Claudio Gora (1957)
- Amarti è il mio destino, regia di Ferdinando Baldi (1957)
- La donna di ghiaccio, regia di Antonio Racioppi (1960)
- Il gigante di Metropolis, regia di Umberto Scarpelli (1961)
- Zorro alla corte di Spagna, regia di Luigi Capuano (1962)
- D'Artagnan contro i 3 moschettieri, regia di Fulvio Tului (1963)
- Con rispetto parlando, regia di Marcello Ciorciolini (1965)
- La vendetta di Lady Morgan, regia di Massimo Pupillo (1965)
- Ramon il Messicano, regia di Maurizio Pradeaux (1966)
- Buckaroo (Il winchester che non perdona), regia di Adelchi Bianchi (1967)
- 28 minuti per 3 milioni di dollari, regia di Maurizio Pradeaux (1967)
- Legge della violenza - Tutti o nessuno, regia di Gianni Crea (1969)
- La guerra sul fronte Est, regia di Tanio Boccia (1970)
- Le amorose notti di Alì Babà, regia di Luigi Latini De Marchi (1973)
- Pugni dollari & spinaci, regia di Emimmo Salvi (1978)